# Wielerpiste Defraeye-Sercu

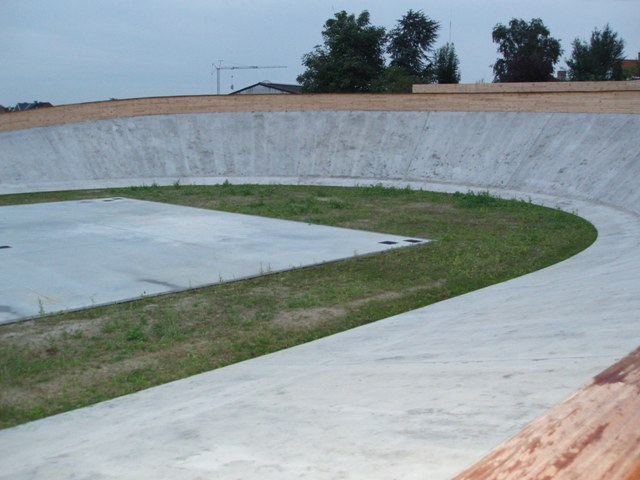
Wielerpiste Defraeye-Sercu

De Wielerpiste Defraeye-Sercu is een wielerbaan of velodroom in openlucht en is gelegen in het West-Vlaamse Rumbeke (deelgemeente van de stad Roeselare). De wielerbaan bestaat sinds 1918 en is sinds 2011 een wielerpiste van exact 166,666 meter lang en 5,10 meter breed, met constant variabele helling over volledige omtrek, maximaal iets meer dan 46°, en met in het midden een betonnen plein. Het is sinds 2011 een officiële UCI-piste en de wielerpiste werd op 13 november 2002 erkend door Vlaanderen als monument van cultureel onroerend erfgoed.
De wielerbaan Defraeye-Sercu wordt hoofdzakelijk gebruikt als trainingsomloop voor wielrenners en recreanten en als organisatieplaats van wielerwedstrijden en screenings. Daarnaast kan de piste ook bezocht worden vanuit cultureel-toeristisch oogpunt. Het middenplein kan gebruikt worden als terrein voor verkeerseducatie.

## Geschiedenis
De velodroom in de Izegemsestraat 52 werd aangelegd door wielrenner Odiel Defraeye, die in 1912 als eerste Belg de Ronde van Frankrijk won. Met het prijzengeld van de Touroverwinning kocht hij in Rumbeke in 1913 “Café des Sport”, een aarden piste legde hij op het veld achter het café aan na de Eerste Wereldoorlog. Een betonnen wielerpiste verving in 1925 de aarden piste. De piste had naam en faam en wielerlegendes als Briek Schotte, Rik Van Steenbergen en Marcel Kint reden er hun rondjes. De piste was het beroemdst vlak voor de Tweede Wereldoorlog en werd in 1951 verlaten waarna het verval volgde. Oud-wielrenner Albert Sercu nam in 1958 het initiatief om de wielerbaan te herstellen. Samen met supporters van zijn zoon Patrick Sercu maakte hij in 1959 de met onkruid bedekte piste weer berijdbaar, het was ook op deze baan dat Patrick Sercu op 15 mei 1960 officieel debuteerde en veelvuldig oefende als pisterijder. De familie Sercu verlaat evenwel de site al in 1962, waarrna nieuwe degradatie volgt.
In het begin van de 21e eeuw bleef van de piste terug slechts een ruïne over, ondanks de erkenning als erfgoedmonument van 2002. Bomen groeiden tussen het gebarsten beton op de piste en het middenplein was verworden tot een terrein met oneffenheden en wildgroei. Ook van het voormalig gekende kippenrestaurant De Lantaarn, gelegen aan de straatkant vóór de piste, bleef slechts een bouwvallig pand over.
Bouwpromotor Marc Demeulenaere kocht in 2007 het terrein met café-restaurant en wielerpiste en was als wielerliefhebber en eigenaar van een jeugdwielrennersploeg een stuwende kracht achter de tweede poging tot renovatie van de wielerpiste.
Maar onderzoek van de verzakkingen en vervormingen in de rijbaan leidde tot de conclusie dat een renovatie niet voldoende ging zijn. Bovendien zou de lengte van de originele betonnen piste nooit homologatie van de wedstrijden toelaten. Samen met het Agentschap Onroerend Erfgoed die gegeven de monumentstatus ook de werken subsidieerde, besloot men tot afbraak en reconstructie. Onder de piste werd een kleedruimte met berging gebouwd en een voetgangerstunnel die toegang tot het binnenplein tijdens wedstrijden mogelijk maakte. De baan werd terug aangelegd als betonplaat op aarden taluds, maar met meer zorg voor behoud van vormvastheid op langere termijn door een ondersteuning op basis van een raster van balken, kolommen en funderingszolen.
In augustus 2011 zat de eerste fase van de werkzaamheden er op, met ondersteuning door en naar plannen van het wereldbekende architectenbureau Schürmann, de eigenlijke wielerpiste zelf was klaar. Het eerste ritje rond de piste was op zaterdag 20 augustus (46 jaar na de sterfdatum van Odiel Defraeye) een feit. De bijhorende accommodatie was klaar in 2012. Daarbij horen kleedkamers, maar ook een verkeerspark voor jonge fietsers. Het stadsbestuur van Roeselare investeerde in 2017 nog 100.000 euro in de ondersteuning van de uitbating van het beschermde monument. De eerste jaren na de laatste renovatie had een vzw, W.O.C. Wielerpiste Defraeye-Sercu, de site uitgebaat en er wedstrijden georganiseerd, maar deze vzw stopte hiermee. Een nieuw opgerichte vzw, Wielerpiste Defraeye-Sercu, nam met de investeringssubsidie van Stad Roeselare, de uitbating en het onderhoud over.